# Lijst van trainers van Minnesota United FC
Deze lijst omvat de voetbalcoaches die de Amerikaanse club Minnesota United hebben getraind vanaf 2017 tot op heden.
| Seizoen | Trainer(s)                                   | Prijzen | Bijzonderheden |
| ------- | -------------------------------------------- | ------- | -------------- |
| 2025    | Eric Ramsay                                  |         | 0              |
| 2024    | Eric Ramsay                                  |         | 0              |
| 2024    | Cameron Knowles (interim, tot 15 maart 2024) |         | 0              |
| 2023    | Sean McAuley (interim)                       |         | 0              |
| 2023    | Adrian Heath                                 |         | 0              |
| 2022    | Adrian Heath                                 |         | 0              |
| 2021    | Adrian Heath                                 |         | 0              |
| 2020    | Adrian Heath                                 |         | 0              |
| 2019    | Adrian Heath                                 |         | 0              |
| 2018    | Adrian Heath                                 |         | 0              |
| 2017    | Adrian Heath                                 |         | 0              |